# Prontas pra Divar
"Prontas pra Divar" é uma canção gravada pelas cantoras brasileiras de axé music Ivete Sangalo e Claudia Leitte. Foi lançada para as estações de rádio em 22 de janeiro de 2015, junto com o videoclipe da canção nas redes sociais. A canção é composição de Carlinhos Brown, que também fez a produção musical da canção. "Prontas pra Divar" é uma canção encomendada pela Gillette para a campanha publicitária das lâminas Gillette Venus Breeze. Foi lançada em serviço de streaming em 15 de abril de 2015.

## Antecedentes
Em 2014 as duas artistas gravaram juntas "Deusas do Amor" para a campanha publicitária das lâminas Gillette Venus, canção que ganhou certificação de disco de ouro, alcançado a 76ª posição na parada musical da Billboard Brasil e o primeiro lugar no ranking Brasil Regional Salvador Hot Songs. Em 10 de dezembro de 2014 Ivete e Claudia se reuniram na coletiva de imprensa organizada pela Gillette para divulgar a continuação da parceria com a marca e anunciaram uma nova faixa juntas.
Antes da canção ser lançada, foi lançada uma campanha pela Gillette onde os consumidores da marca poderiam escolher o título da canção. O título que houvesse maior número de votos, seria o escolhido. Os consumidores da marca que se inscreveram via Facebook também aparecem no videoclipe da canção.

## Composição e temática

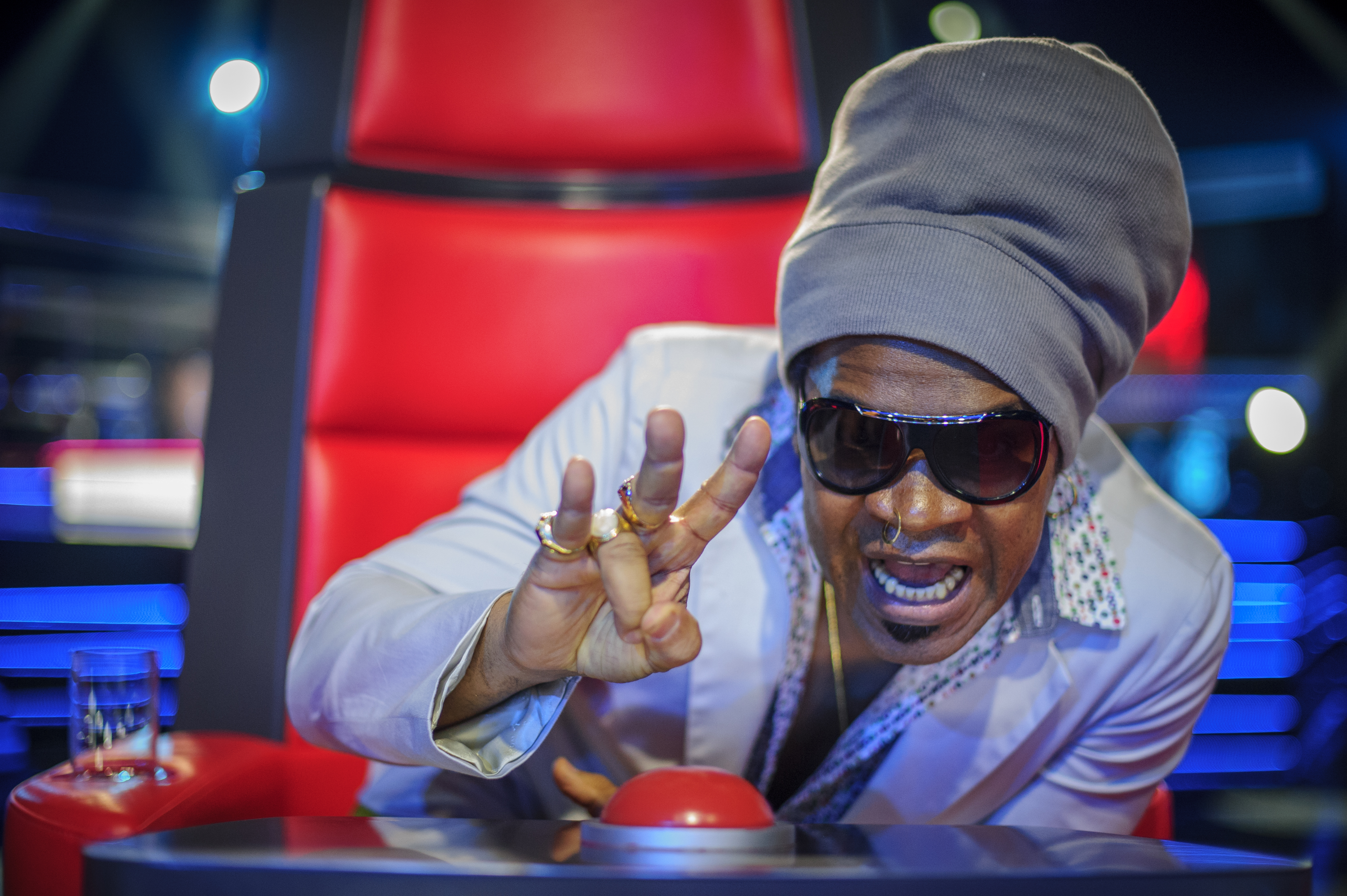
Carlinhos Brown foi o responsável pela composição e produção da canção.

"Prontas pra Divar" é uma canção do gênero de axé, sendo composta por Carlinhos Brown, Ivete Sangalo e Claudia Leitte. Foi produzida por Carlinhos Brown. De acordo com Brown, a canção é uma homenagem à mulher multitarefa: "A música é uma homenagem à mulher multitarefa, que exerce vários papéis na vida ao mesmo tempo e precisa estar sempre linda". Ao ser questionada sobre a colaboração com Brown, Ivete respondeu: "Quando a gente pensa que já conseguiu aproveitar o máximo dele, ele surge com algo novo e a gente aprende ainda mais. Brown é fonte inesgotável de musicalidade". Claudia afirmou: "Brown tem uma alma feminina, ele tem uma cabeça única e fala uma linguagem mundial! Ele é um gênio!".
A canção tem o intuito de mostrar o poder das mulheres, exaltando algumas qualidades femininas ao longo da canção. É uma celebração ao público feminino e tem o alvo de ser um dos hits do Carnaval de 2015. O título da canção foi escolhido através de sugestões enviadas pelos consumidores da marca. O título "Prontas pra Divar" foi o que mais recebeu votação do público, sendo então escolhida como o título da canção. A canção foi gravada nos dias 14 e 15 de janeiro de 2015 no estúdio Ilha do Sapos, no bairro do Candeal, em Salvador, Bahia. Claudia e Ivete não se encontraram nas gravações.

## Lançamento
Foi lançada em 22 de janeiro de 2015, curiosamente um ano após o vazamento da canção "Deusas do Amor". Foi lançada junto com um videoclipe, onde mostra Claudia e Ivete gravando a canção. Ainda no dia 22 de janeiro, a canção foi enviada para as rádios brasileiras, sendo trabalhada como single promocional. Foi lançada pela Musickeria, gravadora independente de Martinho da Vila, sem associação das gravadoras das interpretes. Dias após o lançamento da canção, a cantora Anitta postou um vídeo em seu Instagram cantando "Prontas pra Divar".

## Videoclipe
O videoclipe foi lançado em 22 de janeiro de 2015 e mostra as intérpretes gravando a canção no estúdio Ilha dos Sapos em Salvador, Bahia. Foi dirigido pela equipe artística da P&G e lançado em primeira mão pela Gillette Venus no Facebook e Youtube. O videoclipe contém participação dos fãs de ambas cantoras. Para as cantoras, os fãs participarem do videoclipe é a melhor maneira de agradecer pelo apoio que recebem diariamente.
| “ | É sensacional ter nosso público tão perto de nós e é exatamente como conduzo minha carreira e meus projetos, com meus fãs grudados em mim. Só tenho a agradecer. | ” |

O videoclipe recebeu alta divulgação na imprensa brasileira, sendo publicado em diversos portais, exibido como comercial antes de vídeos no Youtube e em comerciais no Spotify divulgando a canção. O videoclipe alcançou mais de um milhão de visualizações em uma semana.

## Formatos e faixas
Streaming
1. "Prontas pra Divar" - 2:34

## Desempenho nas tabelas musicais

### Posições
| Parada (2015)                                       | Melhor posição |
| --------------------------------------------------- | -------------- |
| Brasil (Billboard Regional Florianópolis Hot Songs) | 1              |
| Brasil (Billboard Regional Salvador Hot Songs)      | 1              |

## Histórico de lançamento
| País   | Data                  | Formato(s)         | Gravadora  |
| ------ | --------------------- | ------------------ | ---------- |
| Brasil | 22 de janeiro de 2015 | Airplay videoclipe | Musickeria |
| Brasil | 15 de abril de 2015   | streaming          | Musickeria |